# Meet Kevin Johnson
"Meet Kevin Johnson" er ottende afsnit af fjerde sæson af den amerikanske tv-serie Lost, og hele seriens 77. afsnit. Det blev sendt 20. marts på American Broadcasting Company i USA og CTV i Canada. Stephen Williams har instrueret afsnittet, der er skrevet af Elizabeth Sarnoff og Brian K. Vaughan. Cynthia Watros der ikke har medvirket siden anden sæson, vender tilbage i serien.

## Synopsis

### På øen
John Locke (Terry O'Quinn) fortæller sine medmennesker ved barakkerne, hvad han ved om Benjamin Linus (Michael Emerson) og Miles Straume (Ken Leung), men ingen synes at kunne følge Lockes beslutning, før Ben indskyder, at folkene fra fragtskibet vil myrde alle på øen, så snart de har ham.
Om bord på fragtskibet konfronterer Sayid Jarrah (Naveen Andrews) Michael "Kevin Johnson" Dawson (Harold Perrineau Jr.), og Michael fortæller sin historie. Med bekræftelse på at han arbejder for Ben, vælger Sayid at afsløre Michaels mission og falske identitet overfor skibets kaptajn.
På øen er Alex (Tania Raymonde), Karl (Blake Bashoff) og Danielle Rousseau (Mira Furlan) draget mod The Temple for at nå sikkerhed. Karl og Danielle bliver skudt under et baghold, hvorefter Alex med armene i vejret råber hun er Bens datter.

### Flashback
Michael og Walt Lloyd (Malcolm David Kelly) er kommet tilbage til Manhattan. Walt flytter ind hos sin farmor, og ønsker ikke kontakt med Michael, pga. han skød Ana Lucia Cortez (Michelle Rodriguez) og Libby (Cynthia Watros). Michael ender i en dybere depression, og har op til flere selvmordsforsøg der ikke lykkedes. Han sælger uret fra Jin-Soo Kwon (Daniel Dae Kim) i bytte for en pistol og patroner, og i en mørk gyde kontaktes han af Tom (M.C. Gainey). Tom informerer Michael om at hans selvmordsforsøg er håbløse, fordi øen vil tillade det, og dels at han har fået en opgave om bord på fragtskibet Kahana. Ved et senere besøg hos Tom får han bevis på at Charles Widmore (Alan Dale) har iscenesat styrtet af Oceanic Flight 815, for at holde alle andre end hamselv fra at finde øen og de overlevende. Desuden får han sin nye identitet, Kevin Johnson, og specificeret sin mission: Standse fragtskibet i at finde øen, ved at myrde alle om bord.
På dagen hvor han stiger om bord på Kahana, introduceres han af Naomi Dorrit (Marsha Thomason), og Miles indrømmer at han ved Michael lyver om sin identitet. Senere, da skibets kaptajn øjensynligt bringer illussionen om en redningsmission i dårligt lys, klargør Michael den medbragte bombe, men så snart timeren løber ud, modtager han blot en notits, "Not yet." I radiorummet kontaktes han af Ben, der overtaler ham til at smadre kommunikationsudstyret og skibsmotoren.

## Trivia
- Michael beder sin mor tage Walt, nøjagtig som han gjorde i lufthavnen før de forlod Sydney[1].
- Afsnittet var tæt på at ende som sæsonens finaleafsnit pga. forfatterstrejken i Hollywood.

## Fodnoter
1. ↑  Lost: 
"Exodus: Part 2 & 3" (Sæson 1, afsnit 24). Manuskript af Damon Lindelof & Carlton Cuse.  Broadcasted første gang på American Broadcasting Company den TBA.